# Satyawart Kadian
Satyawart Kadian (Rohtak, 9 novembre 1993) è un lottatore indiano, specializzato nella lotta libera.

## Palmarès
- Campionati asiatici

Astana 2014: bronzo nei 97 kg.
Xi'an 2019: bronzo nei 97 kg.
Nuova Delhi 2020: argento nei 97 kg.
Ulaanbaatar 2022: bronzo nei 97 kg.
- Giochi olimpici giovanili

Singapore 2010: oro nei 97 kg.